# Гайко Георгій Васильович
Георгій Васильович Гайко (нар. 21 грудня 1936, Волока (Вижницький район) Чернівецької обл.) — український медик, доктор медичних наук (1985), професор (1992), академік Національної академії медичних наук України (травматологія і ортопедія 2012); член секції Комітету з державних премій України в галузі науки і техніки; завідувач кафедри та завідувач дисципліни Київського медичного університету (з 1995); заслужений діяч науки і техніки України (1995), лауреат державної премії України в галузі науки і техніки (1996), лауреат премії з клінічної медицини Національної медичної академії наук України (2002), директор Інституту травматології та ортопедії Національної академії медичних наук України (з 1989).

## Життєпис
Георгій Васильович Гайко народився 21 грудня 1936 р. в селі Волока (Вижницький район) Чернівецької області.

### Становлення в медицині
У 1960 р. Чернівецький медичний інститут та був направлений на роботу в лікарнях Південно-Казахстанської області.
У 1963 р. проходив навчання в Запорізькому інституті удосконалення лікарів за спеціальністю «Ортопедія та травматологія».
З 1963 р. до 1964 р. працював хірургом Мелітопольської міської лікарні.

### Наукова діяльність
З 1964 р. Гайко Г. В. працює в Інституті травматології та ортопедії Академії медичних наук УРСР на посадах наукового співробітника, старшого наукового співробітника, вченого секретаря.
У 1968 р. — захистив кандидатську дисертацію.
З 1975 р. по 1978 р. — відряджений до Алжиру, де працює ортопедом — травматологом Центрального шпиталю країни.
У 1980 р. — присвоєно наукове звання «Старший науковий співробітник».
З1983 р. — заступник директора Інституту травматології та ортопедії Академії медичних наук УРСР.
У 1985 р. — захистив докторську дисертацію.
З 1989 р. — директор Інституту травматології та ортопедії Академії медичних наук УРСР, де керує клінікою захворювань суглобів у дітей та підлітків.
З 1992 р. — професор.
З 1995 р. — завідувач кафедри травматології та ортопедії Київського медичного університету та відповідної дисципліни.
З 1998 р. — член Американської академії ортопедів-хірургів.
З 2002 р. — керує клінікою травматології та ортопедії для дорослих у підпорядкованому йому Інституті.
Підготував 9 докторів та 14 кандидатів наук.

## Публікації
Автор понад 500 наукових робіт, у тому числі: 12 монографій, один підручник, 13 довідників та посібників, 10 авторських свідоцтв на винаходи, 11 патентів на корисні моделі, 20 методичних рекомендацій та інформаційних листів.
 Основні наукові труди :
- «Актуальні питання кістково — гнійної хірургії» 1995;
- «Хірургічне лікування пошкоджень плечового сплетіння» 2001;
- «Відновна хірургія деструктивних форм кістково — суглобного туберкульозу та остеомієліту та їх наслідків» 2002;
- «Функциональная перестройка костей и ее клиническое значение» 2004;
- «Витамин Д и костная система» 2008;
- «Диагностика и лечение анкилозирующего спондилита» 2010;
- «Эндопротезы суставов человека: материалы и технологии» 2011.

### Редакторська діяльність
- Редактор журналу «Вісник ортопедії, травматології та протезування».
- Член редколегій 9 українських та двох зарубіжних журналів.

## Громадська діяльність
- Почесний президент Української асоціації травматологів-ортопедів.
- Член Наукової медичної ради МОЗ України.
- Голова комісії «Травматологія та ортопедія» при Науковій медичній раді МОЗ України і Національній АМН України.
- Член атестаційної комісії при Президії Національної АМН України.
- Член секції Комітету з державних премій України в галузі науки і техніки.
- Член ради, заступник голови Громадської організації Земляцтво буковинців у місті Києві «Буковина»

## Нагороди
- У 1982 р. — Медаль «В пам'ять 1500-ліття Києва»
- У 1986 р. — Медаль «Ветеран праці»
- У 1995 р. — Почесне звання «Заслужений діяч науки і техніки України»[2]
- У 1996 р. — Державна премія України в галузі науки і техніки[3]
- У 2004 р. — Орден «За заслуги» III ступеня[4]
- У 2002 р. — Премія Національної академії медичних наук України
- У 2006 р. — Почесна грамота Кабінету Міністрів України
- У 1986 р. — Медаль «Ветеран праці»
- У 2017 р. — Орден князя Ярослава Мудрого V ступеня (21 січня 2017) — За значний особистий внесок у державне будівництво, соціально-економічний, науково-технічний, культурно-освітній розвиток Української держави, справу консолідації українського суспільства, багаторічну сумлінну працю[5]